# Маргарита Коннаутская
Принцесса Маргарита Виктория Шарлотта Аугуста Нора Коннаутская (англ. Margaret Victoria Charlotte Augusta Norah; 15 января 1882 — 1 мая 1920) — кронпринцесса Швеции, герцогиня Сконская, жена герцога Сконского Густава Адольфа. Принцесса Великобритании и Ирландии, где её называли Дэйзи (Маргаритка).

## Жизнь

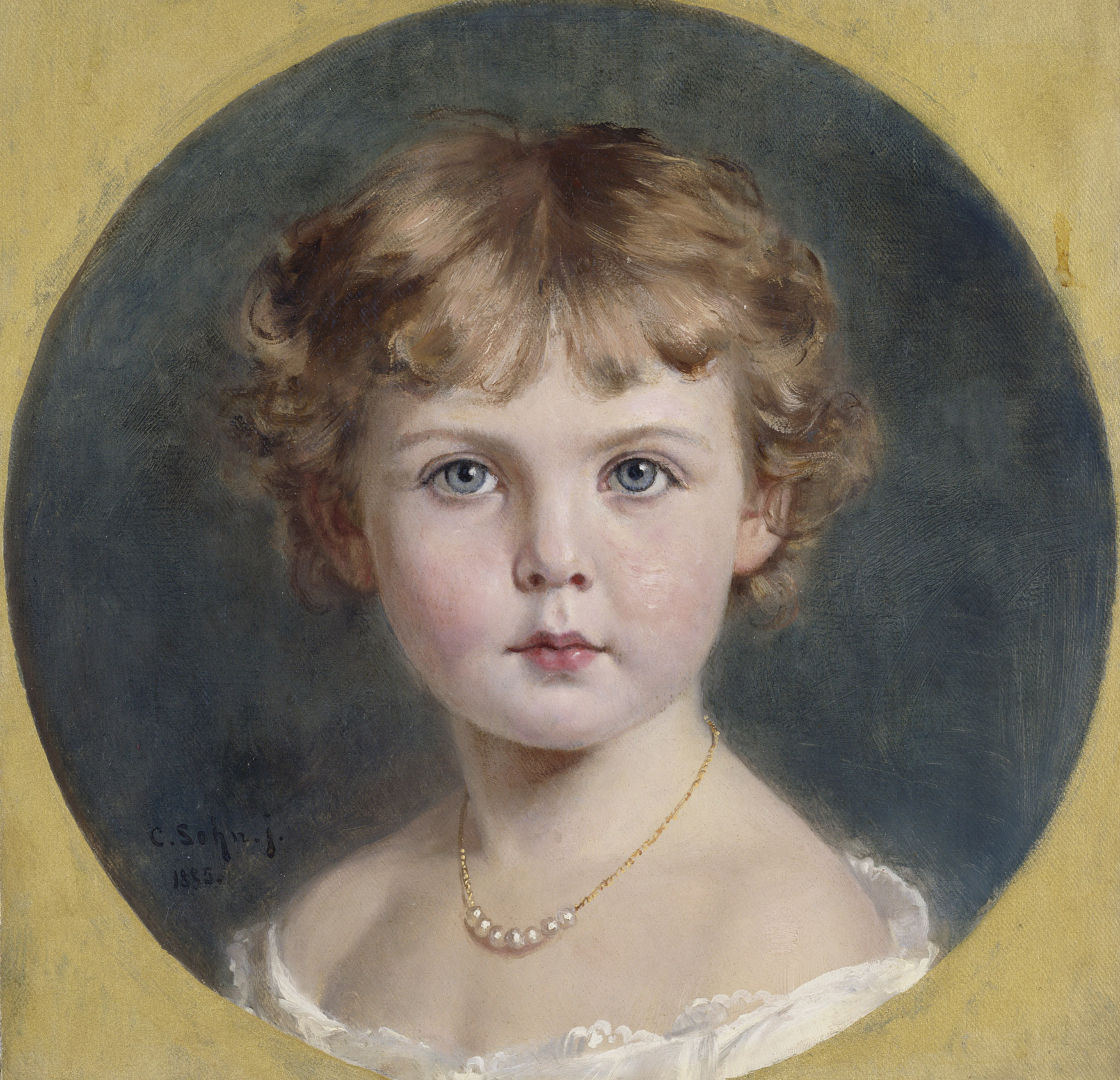
Принцесса Маргарита в 1886 году на портрете кисти Карла Зона. Королевская коллекция

Маргарита родилась 15 января 1882 года и была первым ребёнком и старшей дочерью в семье принца Артура, герцога Коннаутского, третьего сына королевы Виктории, и его жены Луизы Маргариты Прусской. Была крещена 11 марта в часовне Виндзорского замка Арчибальдом Кэмпбелом Тэйтом, архиепископом Кентерберийским. Восприемниками принцессы были её бабушка, королева Виктория; правнучатый дядя, германский император Вильгельм I; дядя Эдуард, принц Уэльский; тётка Виктория Саксен-Кобург-Готская; дедушка, принц прусский Фридрих Карл и бабушка Мария Анна Ангальт-Дессауская.
Маргарита приходилась родственницей многим известным людям мира. Её двоюродными братьями и сёстрами были германский император Вильгельм II, король Англии Георг V, королева-консорт Норвегии Мод, российская императрица Александра Фёдоровна, королева-консорт Румынии Мария Эдинбургская и королева-консорт Испании Виктория Евгения Баттенберг. 
Маргарита и её младшая сестра Патриция считались одними из красивейших принцесс в Европе. Их дядя, король Британии Эдуард VII, хотел устроить выгодные браки своим племянницам, выдав их замуж за европейских королей или наследных принцев. Поэтому в январе 1905 года Маргарита и Патриция отправились в Португалию, где некоторое время жили при дворе короля Португалии Карла I и его жены Амелии Орлеанской. Обсуждалась перспектива брака сестёр с сыновьями правящей четы, предполагалось, что Маргарита выйдет замуж за старшего брата, инфанта Луиша Филипе, а Патриция за младшего, Мануэла. Но переговоры окончились ничем, и принцессы отправились в путешествие по Египту и Судану. В Каире Маргарита познакомилась со своим четвероюродным братом Густавом Адольфом, герцогом Сконским, который находился в это время в учебной поездке. Инициатором этой встречи была бабушка Густава Адольфа по отцовской линии, королева Швеции и Норвегии София Нассауская, которая хотела женить своего внука на одной из внучек королевы Виктории. Первоначально женой Густава Адольфа должна была стать Патриция Коннаутская, но герцог остановил своей выбор на её старшей сестре Маргарите. 
Молодые люди полюбили друг друга с первого взгляда, и несмотря на то, что принц был близорук и почти на десять месяцев младше своей невесты, у него был талант к музыке, танцам и охоте. Родители девушки дали согласие на брак. Венчание Густава Адольфа и Маргариты состоялось 15 июня 1905 года в часовне Святого Георгия в Виндзорском замке. Медовый месяц молодые провели в Ирландии. Их брак, заключённый по любви, оказался счастливым, в нём родилось четверо сыновей и одна дочь.
На свадьбе хедив Египта Аббас II Хильми подарил невесте свадебную тиару, выполненную из алмазов и платины ювелирной фирмой «Cartier». Тиару впоследствии надевали на свои свадьбы дочь, внучки и правнучки Маргариты. Дед жениха, король Швеции Оскар II в подарок молодым преподнёс дворец Софиеру, расположенный в 5 км от шведского города Хельсинборг. Густав и Маргарита отреставрировали дворец, распланировали территорию и обустроили сад в английском стиле. Работая в саду, принцесса даже выпустила книги «Наш сад в Софиеру», «В цветущем саду», которые проиллюстрировала собственными рисунками и фотографиями. Дворец стал неофициальной резиденцией супругов.
В 1907 г. умер дед Густава Оскар II и на престол взошёл Густав V. Густав Адольф стал наследником шведского престола, а Маргарита получила титул кронпринцессы Швеции. 
Маргарита Коннаутская полностью оправдывала свой титул. Она прекрасно разговаривала на шведском языке, после двух лет его изучения, знала историю и политику Швеции. Прожив почти пятнадцать лет в этой стране, она тем не менее не забывала и про своих родственников, которым регулярно отправляла письма. Во время Первой мировой войны Маргарита создала швейное общество в Швеции, чтобы поддержать Красный Крест. Когда поставки парафина для вооружённых сил Швеции иссякли, она организовала сбор свечей. Кронпринцесса также выступала в качестве посредника для родственников, разделённых войной, с её помощью были переданы частные письма и запросы, которые помогли найти пропавших без вести во время войны мужчин. 
В ноябре 1919 г. у Маргариты, которая в это время была беременна в шестой раз, выявили средний отит, в результате чего в декабре ей была сделана операция. В марте 1920 г. кронпринцесса заболела злокачественной ветряной оспой, которая привела к появлению мастоидита. 1 мая, находясь на восьмом месяце беременности, Маргарита скончалась вместе с ребёнком во время операции в результате заражения крови. Её похоронили в церкви Святого Николая в Стокгольме, а в 1922 г. перезахоронили на Королевском кладбище Хага, как завещала она сама.
В 1923 г. Густав Адольф вновь женился, на двоюродной племяннице Маргариты Луизе Маунтбеттен, а через тридцать лет после смерти первой жены вступил на шведский трон, как Густав VI Адольф.

## Дети
| Имя                                    | Родился         | Умер           | Примечания |
| -------------------------------------- | --------------- | -------------- | --- |
| Густав Адольф, герцог Вестерботтенский | 22 апреля 1906  | 26 января 1947 | Был женат на принцессе Сибилле Саксен-Кобург-Готской, от которой имел четырёх дочерей и сына, будущего короля Швеции Карла XVI Густава.              |
| Принц Сигвард, Герцог Аппланда         | 7 июня 1907     | 4 февраля 2002 | Граф Сигвард Бернадотт и фон Висборг. Был трижды женат морганатическим браком.От второго брака имел сына.                                            |
| Принцесса Ингрид                       | 28 марта 1910   | 7 ноября 2000  | Королева Дании, супруга Фредерика IX, в браке родилось трое дочерей, включая будущую королеву Маргариту II Датскую и экс-королеву Греции Анну-Марию. |
| Бертиль, герцог Халландский            | 28 февраля 1912 | 5 января 1997  | Был женат на Лилиан Девис, потомства не оставил. |
| Принц Карл Юхан                        | 31 октября 1916 | 5 мая 2012     | Граф Карл Юхан, граф фон Висборг, был женат дважды, своих детей не имел, но имел приемных сына и дочь.                                               |

## Память
В честь Маргариты, которая была известна как опытный садовод и декоратор, в 1999 году был назван сорт английской розы нежно-абрикосового цвета — «Кронпринцесса Маргарита».